# 1987-es Copa América (keretek)
A következő lista tartalmazza az Argentínában rendezett, 1987-es Copa Américan részt vevő nemzeteinek játékoskereteit. A tornát 1987. június 27-e és július 12-e között rendezték.

## A csoport

### Argentína
Szövetségi kapitány: Carlos Bilardo
| Szám | Poszt | Név                    | Születési dátum (Kor)           | Vál. | Klub               |
| ---- | ----- | ---------------------- | ------------------------------- | ---- | ------------------ |
| 1    | CS    | Roque Alfaro           | 1956. augusztus 15. (30 évesen) |      | River Plate        |
| 2    | KP    | Sergio Batista         | 1962. november 9. (24 évesen)   |      | Argentinos Juniors |
| 3    | CS    | Claudio Caniggia       | 1967. január 9. (20 évesen)     |      | River Plate        |
| 4    | CS    | Oscar Dertycia         | 1965. március 3. (22 évesen)    |      | Instituto Córdoba  |
| 5    | V     | José Luis Brown        | 1956. november 10. (30 évesen)  |      | Brest              |
| 6    | V     | Hernán Diaz            | 1965. február 26. (22 évesen)   |      | Rosario Central    |
| 7    | CS    | Juan Gilberto Funes    | 1963. március 8. (24 évesen)    |      | River Plate        |
| 8    | KP    | Oscar Acosta           | 1964. október 18. (22 évesen)   |      | Ferro Carril Oeste |
| 9    | V     | José Luis Cuciuffo     | 1961. február 1. (26 évesen)    |      | Vélez Sársfield    |
| 10   | KP    | Diego Maradona         | 1960. október 30. (26 évesen)   |      | Napoli             |
| 11   | CS    | José Alberto Percudani | 1965. március 26. (22 évesen)   |      | Independiente      |
| 12   | KP    | Darío Siviski          | 1962. december 20. (24 évesen)  |      | San Lorenzo        |
| 13   | V     | Oscar Garré            | 1956. december 9. (30 évesen)   |      | Ferro Carril Oeste |
| 14   | KP    | Ricardo Giusti         | 1956. december 11. (30 évesen)  |      | Independiente      |
| 15   | K     | Luis Islas             | 1965. december 25. (21 évesen)  |      | Independiente      |
| 16   | V     | Julio Olarticoechea    | 1958. október 8. (28 évesen)    |      | Argentinos Juniors |
| 17   | CS    | Pedro Pasculli         | 1960. május 17. (27 évesen)     |      | Lecce              |
| 18   | K     | Sergio Goycoechea      | 1963. október 17. (23 évesen)   |      | River Plate        |
| 19   | V     | Oscar Ruggeri          | 1962. január 26. (25 évesen)    |      | River Plate        |
| 20   | KP    | Carlos Tapia           | 1962. augusztus 20. (24 évesen) |      | Boca Juniors       |
| 21   | V     | Jorge Theiler          | 1964. május 12. (23 évesen)     |      | Newell’s Old Boys  |
| 22   | K     | Jorge Bartero          | 1957. október 28. (29 évesen)   |      | Vélez Sársfield    |

### Ecuador
Szövetségi kapitány:  Luis Grimaldi
| Szám | Poszt | Név                | Születési dátum (Kor)            | Vál. | Klub             |
| ---- | ----- | ------------------ | -------------------------------- | ---- | ---------------- |
| 1    | K     | Héctor Chiriboga   | 1966. március 23. (21 évesen)    |      | LDU Quito        |
| 2    | V     | Luis Mosquera      | 1964. december 14. (22 évesen)   |      | El Nacional      |
| 3    | V     | Kléber Fajardo     | 1965. január 1. (22 évesen)      |      | Emelec           |
| 4    | V     | Wilson Macías      | 1965. szeptember 30. (21 évesen) |      | Filanbanco       |
| 5    | KP    | Edgar Domínguez    | 1962. december 23. (24 évesen)   |      | Filanbanco       |
| 6    | V     | Luis Capurro       | 1961. május 1. (26 évesen)       |      | Filanbanco       |
| 7    | KP    | Jaime Baldeón      | 1959. február 25. (28 évesen)    |      | El Nacional      |
| 8    | KP    | Alex Aguinaga      | 1968. július 9. (18 évesen)      |      | Deportivo Quito  |
| 9    | CS    | Lupo Quiñónez      | 1957. február 12. (30 évesen)    |      | Barcelona        |
| 10   | KP    | Hamilton Cuvi      | 1960. május 8. (27 évesen)       |      | Filanbanco       |
| 11   | CS    | Geovanny Mera      | 1962. augusztus 16. (24 évesen)  |      | El Nacional      |
| 12   | K     | Carlos Morales     | 1965. május 12. (22 évesen)      |      | Barcelona        |
| 13   | V     | Pablo Marín        | 1965. augusztus 22. (21 évesen)  |      | Deportivo Cuenca |
| 14   | CS    | Ney Avilés         | 1964. február 16. (23 évesen)    |      | Emelec           |
| 15   | V     | Urlín Canga        | 1959. augusztus 29. (27 évesen)  |      | Emelec           |
| 16   | V     | Juan Carlos Jácome | 1960. november 6. (26 évesen)    |      | LDU Quito        |
| 17   | KP    | Pietro Marsetti    | 1964. november 21. (22 évesen)   |      | LDU Quito        |
| 18   | KP    | Galo Vásquez       | 1956. december 3. (30 évesen)    |      | Barcelona        |
| 19   | KP    | José Jacinto Vega  | 1958. október 28. (28 évesen)    |      | Barcelona        |
| 20   | K     | Carlos Enríquez    | 1966. május 22. (21 évesen)      |      | Deportivo Quito  |

### Peru
Szövetségi kapitány: Fernando Cuellar
| Szám | Poszt | Név                  | Születési dátum (Kor)            | Vál. | Klub              |
| ---- | ----- | -------------------- | -------------------------------- | ---- | ----------------- |
| 1    | K     | César Chávez Riva    | 1964. november 22. (22 évesen)   |      | Universitario     |
| 2    | V     | Percy Olivares       | 1968. május 6. (19 évesen)       |      | Sporting Cristal  |
| 3    | V     | Martín Duffó         | 1963. január 2. (24 évesen)      |      | Juventud La Palma |
| 4    | V     | Leonardo Rojas       | 1962. október 9. (24 évesen)     |      | Universitario     |
| 5    | V     | Pedro Requena        | 1961. október 15. (25 évesen)    |      | Universitario     |
| 6    | KP    | Javier Chirinos      | 1960. május 8. (27 évesen)       |      | Universitario     |
| 7    | KP    | César Loyola         | 1965. szeptember 13. (21 évesen) |      | Sporting Cristal  |
| 8    | KP    | Eduardo Malásquez    | 1957. október 13. (29 évesen)    |      | Universitario     |
| 9    | CS    | Franco Navarro       | 1961. november 10. (25 évesen)   |      | Independiente     |
| 10   | KP    | Julio César Uribe    | 1958. május 9. (29 évesen)       |      | América de Cali   |
| 11   | CS    | Jorge Hirano         | 1956. augusztus 14. (30 évesen)  |      | Bolívar           |
| 12   | K     | José González Ganoza | 1954. július 10. (32 évesen)     |      | Alianza Lima      |
| 13   | V     | Jorge Arteaga        | 1966. december 29. (20 évesen)   |      | Sporting Cristal  |
| 14   | V     | Juan Reynoso         | 1969. december 28. (17 évesen)   |      | Alianza Lima      |
| 15   | KP    | Jorge Cordero        | 1962. január 2. (25 évesen)      |      | Unión Huaral      |
| 16   | V     | Jorge Olaechea       | 1956. augusztus 27. (30 évesen)  |      | Deportivo Cali    |
| 17   | KP    | Luis Reyna           | 1959. május 6. (28 évesen)       |      | Universitario     |
| 18   | V     | Cedric Vásquez       | 1959. június 30. (27 évesen)     |      | San Agustín       |
| 19   | CS    | Eugenio La Rosa      | 1962. december 20. (24 évesen)   |      | Alianza Lima      |
| 20   | KP    | Roberto Martínez     | 1967. december 3. (19 évesen)    |      | San Agustín       |
| 21   | KP    | José del Solar       | 1967. november 28. (19 évesen)   |      | San Agustín       |
| 22   | CS    | José Anselmo Soto    | 1965. április 21. (22 évesen)    |      | UTC               |

## B csoport

### Brazília
Szövetségi kapitány: Carlos Alberto Silva
| Szám | Poszt | Név           | Születési dátum (Kor)            | Vál. | Klub             |
| ---- | ----- | ------------- | -------------------------------- | ---- | ---------------- |
| 1    | K     | Carlos        | 1956. március 4. (31 évesen)     |      | Corinthians      |
| 2    | V     | Josimar       | 1961. szeptember 19. (25 évesen) |      | Botafogo (RJ)    |
| 3    | V     | Geraldão      | 1963. április 24. (24 évesen)    |      | Cruzeiro         |
| 4    | V     | Ricardo Rocha | 1962. szeptember 11. (24 évesen) |      | Guarani          |
| 5    | V     | Douglas       | 1963. március 1. (24 évesen)     |      | Cruzeiro         |
| 6    | V     | Nelsinho      | 1962. december 31. (24 évesen)   |      | São Paulo        |
| 7    | CS    | Müller        | 1966. január 31. (21 évesen)     |      | São Paulo        |
| 8    | KP    | Raí           | 1965. május 15. (22 évesen)      |      | Botafogo (SP)    |
| 9    | CS    | Careca        | 1960. október 4. (26 évesen)     |      | Napoli           |
| 10   | KP    | Edu Marangon  | 1963. február 2. (24 évesen)     |      | Portuguesa       |
| 11   | KP    | Valdo         | 1964. január 12. (23 évesen)     |      | Grêmio           |
| 12   | K     | Zé Carlos     | 1962. február 7. (25 évesen)     |      | Flamengo         |
| 13   | V     | Jorginho      | 1964. augusztus 17. (22 évesen)  |      | Flamengo         |
| 14   | V     | Ricardo Gomes | 1964. december 13. (22 évesen)   |      | Fluminense       |
| 15   | V     | Júlio César   | 1963. március 8. (24 évesen)     |      | Montpellier      |
| 16   | KP    | Dunga         | 1963. október 31. (23 évesen)    |      | Vasco da Gama    |
| 17   | CS    | Edu Manga     | 1967. február 2. (20 évesen)     |      | Palmeiras        |
| 18   | KP    | Silas         | 1965. augusztus 27. (21 évesen)  |      | São Paulo        |
| 19   | CS    | Romário       | 1966. január 29. (21 évesen)     |      | Vasco da Gama    |
| 20   | CS    | Mirandinha    | 1959. július 2. (27 évesen)      |      | Newcastle United |
| 21   | CS    | João Paulo    | 1964. szeptember 7. (22 évesen)  |      | Guarani          |
| 22   | K     | Régis         | 1965. április 23. (22 évesen)    |      | America          |

### Chile
Szövetségi kapitány: Orlando Aravena
| Szám | Poszt | Név                  | Születési dátum (Kor)           | Vál. | Klub                 |
| ---- | ----- | -------------------- | ------------------------------- | ---- | -------------------- |
| 1    | K     | Roberto Rojas        | 1957. augusztus 8. (29 évesen)  |      | Colo-Colo            |
| 2    | V     | Patricio Reyes       | 1957. november 27. (29 évesen)  |      | Universidad de Chile |
| 3    | V     | Ricardo Toro         | 1961. december 16. (25 évesen)  |      | Palestino            |
| 4    | V     | Luis Hormazábal      | 1959. február 13. (28 évesen)   |      | Colo-Colo            |
| 5    | KP    | Luis Rodríguez       | 1961. március 16. (26 évesen)   |      | Universidad de Chile |
| 6    | KP    | Jaime Pizarro        | 1964. március 2. (23 évesen)    |      | Colo-Colo            |
| 7    | CS    | Ivo Basay            | 1966. április 13. (21 évesen)   |      | Everton              |
| 8    | KP    | Eduardo Gómez        | 1958. június 2. (29 évesen)     |      | Cobreloa             |
| 9    | CS    | Juan Carlos Letelier | 1959. február 20. (28 évesen)   |      | Cobreloa             |
| 10   | CS    | Jorge Contreras      | 1960. július 3. (26 évesen)     |      | Las Palmas           |
| 11   | V     | Fernando Astengo     | 1960. január 8. (27 évesen)     |      | Grêmio               |
| 12   | K     | Marco Cornez         | 1957. október 15. (29 évesen)   |      | Universidad Católica |
| 13   | KP    | Jaime Vera           | 1963. március 25. (24 évesen)   |      | Colo-Colo            |
| 14   | KP    | Ruben Espinoza       | 1961. június 1. (26 évesen)     |      | Universidad Católica |
| 15   | CS    | Osvaldo Hurtado      | 1957. november 2. (29 évesen)   |      | Universidad Católica |
| 16   | CS    | Iván Zamorano        | 1967. január 18. (20 évesen)    |      | Cobresal             |
| 17   | KP    | Sergio Salgado       | 1958. augusztus 12. (28 évesen) |      | Cobresal             |
| 18   | KP    | Patricio Mardones    | 1962. július 17. (24 évesen)    |      | Universidad Católica |
| 19   | V     | Alex Martínez        | 1959. október 26. (27 évesen)   |      | Universidad Católica |
| 20   | KP    | Hector Puebla        | 1955. július 10. (31 évesen)    |      | Cobreloa             |
| 21   | CS    | Hugo Rubio           | 1960. július 5. (26 évesen)     |      | Colo-Colo            |
| 22   | K     | Mario Osbén          | 1950. július 14. (36 évesen)    |      | Cobreloa             |

### Venezuela
Szövetségi kapitány:  Rafael Santana
| Szám | Poszt | Név                  | Születési dátum (Kor)            | Vál. | Klub                   |
| ---- | ----- | -------------------- | -------------------------------- | ---- | ---------------------- |
| 1    | K     | César Baena          | 1961. január 16. (26 évesen)     |      | Caracas FC             |
| 2    | V     | René Torres          | 1960. október 13. (26 évesen)    |      | Estudiantes de Mérida  |
| 3    | V     | Julio Quintero       | 1964. október 31. (22 évesen)    |      | Portuguesa             |
| 4    | V     | Pedro Acosta         | 1959. november 28. (27 évesen)   |      | Marítimo               |
| 5    | V     | Héctor Rivas         | 1968. szeptember 27. (18 évesen) |      | Marítimo               |
| 6    | KP    | José Francisco Nieto |                                  |      | Unión Atlético Táchira |
| 7    | V     | Franco Rizzi         | 1964. július 13. (22 évesen)     |      | Marítimo               |
| 8    | CS    | Nelson Carrero       | 1953. február 8. (34 évesen)     |      | Marítimo               |
| 9    | CS    | Herbert Márquez      | 1961. november 10. (25 évesen)   |      | Marítimo               |
| 10   | KP    | Carlos Maldonado     | 1963. július 30. (23 évesen)     |      | Unión Atlético Táchira |
| 11   | CS    | Wilton Arreaza       | 1966. augusztus 12. (20 évesen)  |      | Caracas FC             |
| 12   | K     | Daniel Nikolac       | 1961. május 11. (26 évesen)      |      | Marítimo               |
| 13   | KP    | Ildemaro Fernández   | 1961. december 27. (25 évesen)   |      | Estudiantes de Mérida  |
| 14   | CS    | Iván Isea            | 1964. február 12. (23 évesen)    |      | Marítimo               |
| 15   | V     | Zdenko Morovic       | 1966. augusztus 31. (20 évesen)  |      | Deportivo Italia       |
| 16   | V     | Pablo Mendoza        |                                  |      | Deportivo Italia       |
| 17   | KP    | Robert Ellie         | 1959. május 11. (28 évesen)      |      | Caracas FC             |
| 18   | KP    | Asdrúbal Sánchez     | 1958. április 1. (29 évesen)     |      | Estudiantes de Mérida  |
| 19   | CS    | Ángel Castillo       | 1957. április 18. (30 évesen)    |      | Deportivo Italia       |
| 20   | KP    | William Méndez       | 1958. december 10. (28 évesen)   |      | Unión Atlético Táchira |
| 21   | V     | Gerardo Ferrebús     |                                  |      | Caracas FC             |
| 22   | CS    | Rodolfo Carvajal     | 1952. február 8. (35 évesen)     |      | Estudiantes de Mérida  |

## C csoport

### Bolívia
Szövetségi kapitány:  Nito Veiga
| Szám | Poszt | Név                   | Születési dátum (Kor)            | Vál. | Klub              |
| ---- | ----- | --------------------- | -------------------------------- | ---- | ----------------- |
| 1    | K     | Luis Galarza          | 1950. december 26. (36 évesen)   |      | The Strongest     |
| 2    | V     | Rómer Roca            | 1966. július 1. (20 évesen)      |      | Oriente Petrolero |
| 3    | V     | Miguel Ángel Noro     | 1961. augusztus 22. (25 évesen)  |      | Blooming          |
| 4    | V     | Félix Vera            | 1961. május 18. (26 évesen)      |      | Jorge Wilstermann |
| 5    | V     | Rolando Coimbra       | 1960. február 25. (27 évesen)    |      | Blooming          |
| 6    | V     | Eduardo Villegas      | 1964. március 29. (23 évesen)    |      | The Strongest     |
| 7    | KP    | Marciano Saldías      | 1966. április 26. (21 évesen)    |      | Oriente Petrolero |
| 8    | KP    | José Milton Melgar    | 1959. szeptember 20. (27 évesen) |      | Boca Juniors      |
| 9    | KP    | Federico Justiniano   | 1964. július 18. (22 évesen)     |      | Destroyers        |
| 10   | KP    | Carlos Borja          | 1956. december 25. (30 évesen)   |      | Bolívar           |
| 11   | CS    | José Wilson Avila     | 1958. április 19. (29 évesen)    |      | Oriente Petrolero |
| 12   | K     | Marco Antonio Barrero | 1962. január 26. (25 évesen)     |      | Jorge Wilstermann |
| 13   | KP    | Mauricio Ramos        | 1969. március 9. (18 évesen)     |      | Tahuichi Academy  |
| 14   | CS    | Roly Paniagua         | 1966. november 14. (20 évesen)   |      | Blooming          |
| 15   | CS    | Álvaro Peña           | 1966. szeptember 11. (20 évesen) |      | Blooming          |
| 16   | CS    | Óscar Ramírez         | 1961. július 29. (25 évesen)     |      | Oriente Petrolero |
| 17   | CS    | Víctor Hugo Antelo    | 1964. november 2. (22 évesen)    |      | Oriente Petrolero |
| 18   | V     | Carlos Arias          | 1956. augusztus 25. (30 évesen)  |      | Bolívar           |
| 19   | CS    | Gastón Taborga        | 1960. november 11. (26 évesen)   |      | Blooming          |
| 20   | CS    | Silvio Rojas          | 1959. november 3. (27 évesen)    |      | Blooming          |

### Kolumbia
Szövetségi kapitány: Francisco Maturana
| Szám | Poszt | Név                   | Születési dátum (Kor)            | Vál. | Klub              |
| ---- | ----- | --------------------- | -------------------------------- | ---- | ----------------- |
| 1    | K     | René Higuita          | 1966. augusztus 26. (20 évesen)  |      | Atlético Nacional |
| 2    | V     | Luis Carlos Perea     | 1963. december 29. (23 évesen)   |      | Atlético Nacional |
| 3    | V     | Nolberto Molina       | 1953. január 5. (34 évesen)      |      | Atlético Nacional |
| 4    | V     | Luis Fernando Herrera | 1962. február 12. (25 évesen)    |      | Atlético Nacional |
| 5    | V     | Carlos Hoyos          | 1962. február 28. (25 évesen)    |      | Deportivo Cali    |
| 6    | KP    | Ricardo Pérez         | 1963. október 24. (23 évesen)    |      | Atlético Nacional |
| 7    | CS    | Antony de Ávila       | 1962. december 2. (24 évesen)    |      | América de Cali   |
| 8    | KP    | Leonel Álvarez        | 1965. július 29. (21 évesen)     |      | Atlético Nacional |
| 9    | CS    | Juan Jairo Galeano    | 1962. augusztus 12. (24 évesen)  |      | Atlético Nacional |
| 10   | KP    | Carlos Valderrama     | 1961. szeptember 2. (25 évesen)  |      | Deportivo Cali    |
| 11   | KP    | Bernardo Redín        | 1963. február 23. (24 évesen)    |      | Deportivo Cali    |
| 12   | K     | Mario Jiménez         | 1959. május 26. (28 évesen)      |      | Deportes Quindío  |
| 13   | CS    | John Jairo Trellez    | 1968. április 29. (19 évesen)    |      | Atlético Nacional |
| 14   | V     | Alexis Mendoza        | 1961. november 9. (25 évesen)    |      | Atlético Junior   |
| 15   | CS    | Sergio Angulo         | 1960. szeptember 14. (26 évesen) |      | Deportivo Cali    |
| 16   | V     | Jorge Porras          | 1959. december 25. (27 évesen)   |      | América de Cali   |
| 17   | KP    | Mario Coll            | 1960. augusztus 20. (26 évesen)  |      | Atlético Junior   |
| 18   | KP    | Gabriel Gómez         | 1959. december 15. (27 évesen)   |      | Millonarios       |
| 19   | CS    | Arnoldo Iguarán       | 1957. január 16. (30 évesen)     |      | Millonarios       |
| 20   | KP    | Álex Escobar          | 1965. február 8. (22 évesen)     |      | América de Cali   |

### Paraguay
Szövetségi kapitány: Silvio Parodi
| Szám | Poszt | Név                   | Születési dátum (Kor)            | Vál. | Klub                |
| ---- | ----- | --------------------- | -------------------------------- | ---- | ------------------- |
| 1    | K     | Roberto Fernández     | 1954. július 9. (32 évesen)      |      | Deportivo Cali      |
| 2    | V     | Juan Bautista Torales | 1959. május 9. (28 évesen)       |      | Libertad            |
| 3    | V     | Rogelio Delgado       | 1959. október 12. (27 évesen)    |      | Olimpia             |
| 4    | V     | Justo Jacquet         | 1961. szeptember 9. (25 évesen)  |      | Cerro Porteño       |
| 5    | V     | César Zabala          | 1961. június 3. (26 évesen)      |      | Cerro Porteño       |
| 6    | KP    | Jorge Guasch          | 1961. január 17. (26 évesen)     |      | Olimpia             |
| 7    | KP    | Julio César Romero    | 1960. augusztus 28. (26 évesen)  |      | Fluminense          |
| 8    | V     | Gustavo Benítez       | 1953. február 5. (34 évesen)     |      | Olimpia             |
| 9    | CS    | Roberto Cabañas       | 1961. április 11. (26 évesen)    |      | América de Cali     |
| 10   | KP    | Adolfino Cañete       | 1965. szeptember 13. (21 évesen) |      | Unión Magdalena     |
| 11   | CS    | Ramón Hicks           | 1959. május 30. (28 évesen)      |      | Sabadell            |
| 12   | K     | Raúl Navarro          | 1962. március 14. (25 évesen)    |      | Cerro Porteño       |
| 13   | V     | Virginio Cáceres      | 1962. július 21. (24 évesen)     |      | Guaraní             |
| 14   | V     | Librado Rodríguez     | 1957                             |      | Atlético Colegiales |
| 15   | V     | Marcelino Blanco      | 1966. január 3. (21 évesen)      |      | Sol de América      |
| 16   | CS    | Eumelio Palacios      | 1964. szeptember 15. (22 évesen) |      | Libertad            |
| 17   | CS    | Buenaventura Ferreira | 1960. július 4. (26 évesen)      |      | Guaraní             |
| 18   | KP    | Félix Torres          | 1962. április 28. (25 évesen)    |      | Sol de América      |
| 19   | CS    | Gabriel González      | 1961. március 18. (26 évesen)    |      | Cerro Porteño       |
| 20   | KP    | Jorge Amado Nunes     | 1961. október 18. (25 évesen)    |      | Olimpia             |
| 21   | KP    | Rafael Bobadilla      | 1963. október 4. (23 évesen)     |      | Millonarios         |
| 22   | K     | Carlos Colarte        | 1961. szeptember 1. (25 évesen)  |      | Sol de América      |

## Elődöntő

### Uruguay
Szövetségi kapitány: Roberto Fleitas
| Szám | Poszt | Név                  | Születési dátum (Kor)            | Vál. | Klub              |
| ---- | ----- | -------------------- | -------------------------------- | ---- | ----------------- |
| 1    | K     | Jorge Seré           | 1961. július 9. (25 évesen)      |      | Danubio           |
| 2    | V     | Gonzalo Díaz         | 1966. április 14. (21 évesen)    |      | Wanderers         |
| 3    | V     | Nelson Gutiérrez     | 1962. április 13. (25 évesen)    |      | River Plate       |
| 4    | V     | Obdulio Trasante     | 1960. április 20. (27 évesen)    |      | Peñarol           |
| 5    | V     | José Pintos Saldanha | 1964. március 25. (23 évesen)    |      | Nacional          |
| 6    | KP    | José Enrique Peña    | 1963. május 25. (24 évesen)      |      | Wanderers         |
| 7    | CS    | Antonio Alzamendi    | 1956. június 7. (31 évesen)      |      | River Plate       |
| 8    | KP    | Gustavo Matosas      | 1967. május 25. (20 évesen)      |      | Peñarol           |
| 9    | CS    | Enrique Báez         | 1966. január 16. (21 évesen)     |      | Wanderers         |
| 10   | KP    | Enzo Francescoli     | 1961. november 12. (25 évesen)   |      | Racing Club Paris |
| 11   | CS    | Ruben Sosa           | 1966. április 25. (21 évesen)    |      | Real Zaragoza     |
| 12   | K     | Eduardo Pereira      | 1954. március 21. (33 évesen)    |      | Peñarol           |
| 13   | V     | Óscar Aguirregaray   | 1959. október 25. (27 évesen)    |      | Defensor Sporting |
| 14   | V     | Alfonso Domínguez    | 1965. szeptember 24. (21 évesen) |      | Peñarol           |
| 15   | KP    | José Perdomo         | 1965. január 5. (22 évesen)      |      | Peñarol           |
| 16   | KP    | Pablo Bengoechea     | 1965. június 27. (22 évesen)     |      | Wanderers         |
| 17   | KP    | Erardo Cóccaro       | 1961. január 20. (26 évesen)     |      | Progreso          |
| 18   | CS    | Mauricio Silvera     | 1964. december 30. (22 évesen)   |      | Nacional          |
| 19   | CS    | Walter Pelletti      | 1966. május 31. (21 évesen)      |      | Wanderers         |
| 20   | KP    | Gustavo Dalto        | 1963. március 16. (24 évesen)    |      | Danubio           |
| 21   | KP    | Eduardo da Silva     | 1966. augusztus 19. (20 évesen)  |      | Peñarol           |
| 22   | K     | Héctor Tuja          | 1960. március 6. (27 évesen)     |      | Defensor Sporting |